# French River (St. Kitts)
French River (auch: Frontier Gut) ist ein so genannter ghaut (gut), ein ephemeres Gewässer ähnlich einem Fiumara, in St. Kitts, im karibischen Inselstaat St. Kitts und Nevis.

## Geographie
Der Fluss entspringt in der South East Range im Süden von St. Kitts, hoch am Hang des Olivees Mountain. Er war früher Grenzmarkierung zwischen französischem und englischem Siedlungsgebiet und seine Mündung bildet das Westende der Camp Bay, wo auch der Campus der Ross University School of Veterinary Medicine liegt in Saint Thomas Middle Island.